# Џена Марблс
Џена Никол Мури (рођена 15. септембра 1986.), познатија по псеудониму Џена Марбл' је америчка јутјуберка, влогер, комичар и глумица. Од септембра 2019. године њен канал има преко 3 милијарде прегледа и преко 20 милиона пријављених корисника. Њен канал је 86. на листи највећих канала, 8. најпопуларнији женски канал. Марблс је такође и прва интернет звезда која има соју воштану фигуру у Мадам Тисо музеју у Њујорку.

## Биографија
Марблс је рођена у Рочестеру, Њујорку где је завршила средњу школу Брајтон 2004. године. Џена има брата. Касније је преселила у Бостон где је зарадила диплому димпломираног инжењера психологије на универзитету Суфолк, мастерирала је на Бостон универзитету.

### Каријера
У лето 2010. године, Марбс је делила трособан стан у Кембриџу, у Масачусетсу. Плаћала је најамнину од 800 америчких долара радећи разне послове попут рада за шанком, рада у салону за сунчање, вођења блога и плеса у ноћним клубовима.Те године, Марблс је започела своју каријеру у Barstool Sports, где је писала за њихов сајт ''StoolLaLa'' оријентисан ка женама. Напустила је "Barstool Sports" 2011. године.

### Јутјуб
Марблс избацује нови видео на свој јутјуб канал сваке среде/четвртка. Један видео снимак, објављен 2010. године и назван је „Како преварити људе да мисле да добро изгледате“, погледан је више од 5,3 милиона пута у првој недељи. Њен видео, "Како избећи разговор са људима с којима не желите разговарати", приказан је у "The New York Times" и "ABC News"-у у августу 2011. године. У видеу је рекла: "Мука ми је и уморна сам од момака мислећи да само зато што сам се појавила у клубу или бару, желим да им гениталије додирују моју стражњицу"; видео је имао око 36,2 милиона прегледа од марта 2018.
Џенина мајка била је незапослена кад је Џенин први видео постао виралан и била је забринута како би садржај могао да одбаци потенцијалне послодавце. Назив "Марблс" потиче од њеног пса "Мр. Марблс". Од јануара 2019. године, њен јутјуб канал имао је око 19 милиона претплатника и 2,9 милијарди прегледа.
Џена се појавила као Ева у Реп борбама историје (Epic Rap Battles of History) сезона 2, епизода 13. „Адам против Еве“.
Глумила је и банану у Досадној поморанџи, епизоди „Fake n' Bacon“ Појавила се и у јутјуб ривајнду 2013. године. 
Марблс се појавила као она у филму Смош: Филм. Џена је 2015. Открила јавности своју воштану фигуру у Њујорку. Била је прва зезда јутјуба која је била овековечена тамо.
Марблс има недељни подкаст са својим дечком, Џулијен Соломитом, Џена Џулијен подкет (раније Џена и Џулијен подкест). Теме укључују приче о одрастању, теорије завере и јутјубери. Некад зову друге јутјубере као специјалне госте,укључујући и Шејн Досона.

### Остали пословни подухвати
Марблс је створила бренд играчака за псе под именом Керми Ворм и Мр. Марблс. Играчке изгледају као њени пси. Такође је креирала пар производа на којима су написане неке од њених познатих фраза.
Марблс такође води недељно одбројавање на „Јутјуб 15“.
Џена је постала продуцент филма „Maximum Ride“ (2016), који је основан на романима Џејмса Петерсона.